# Róże pnące

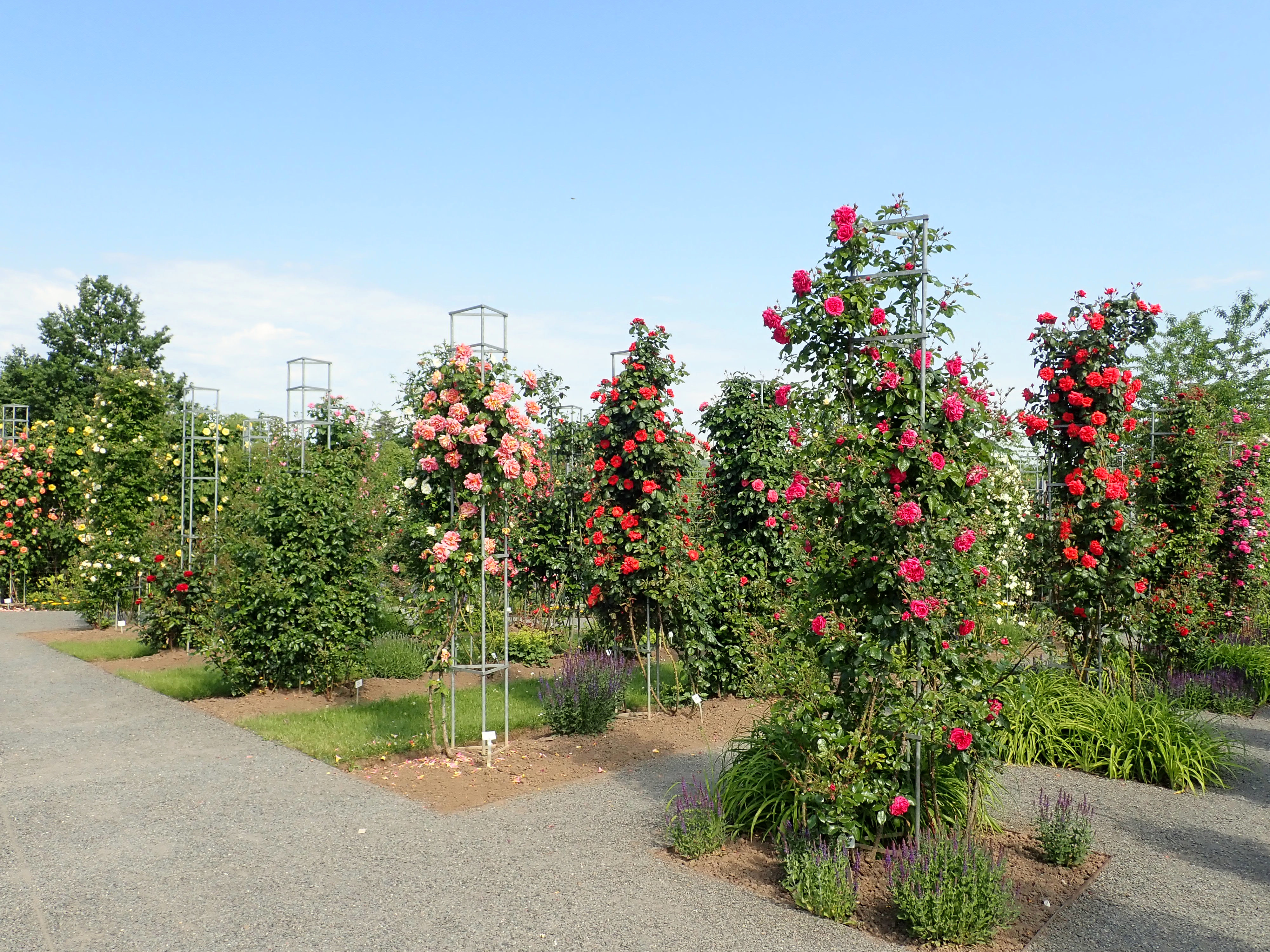
Kolekcja róż pnących w Europa-Rosarium w Sangerhausen

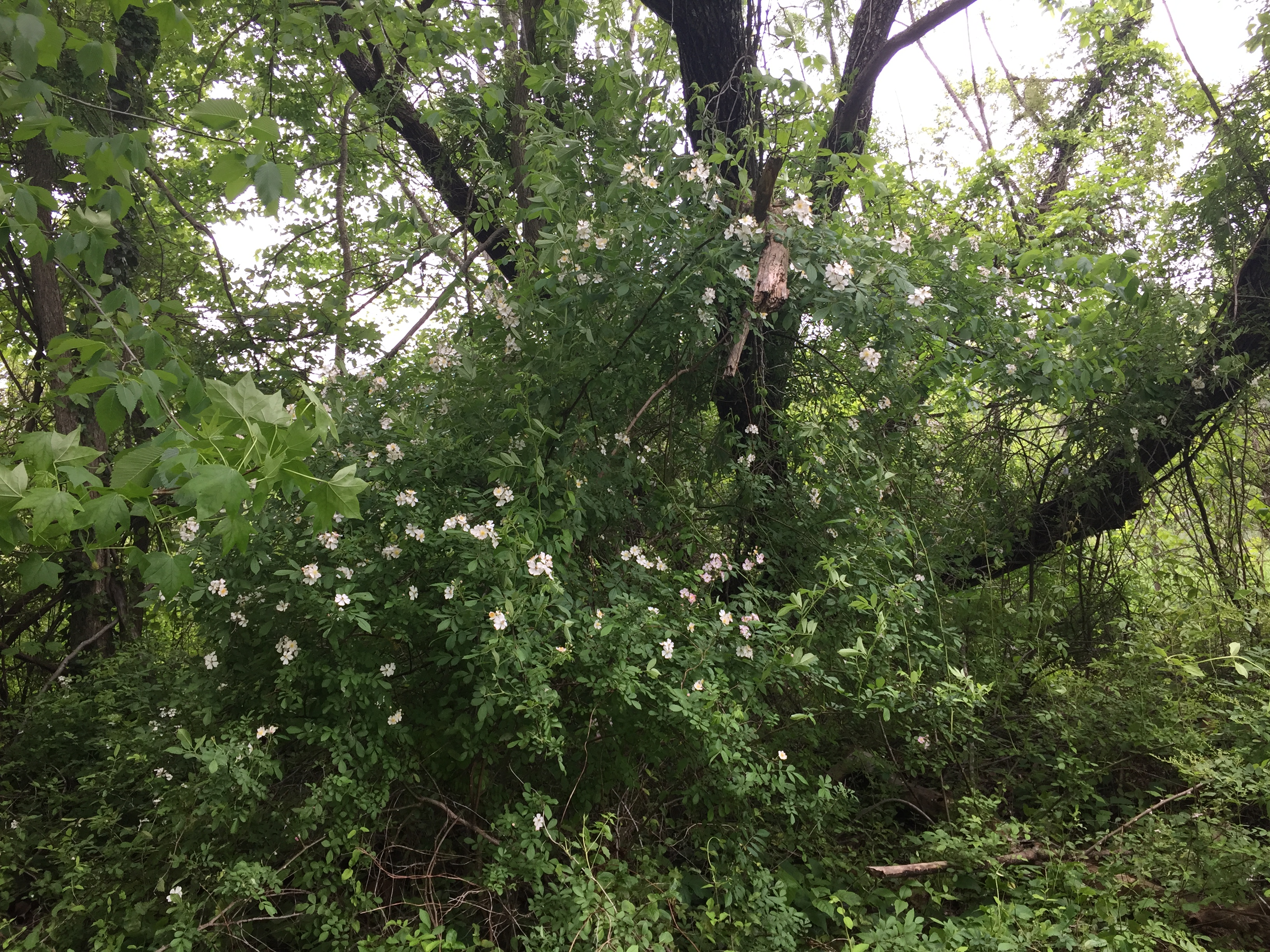
Dziko rosnąca róża wielokwiatowa – gatunek macierzysty wielu odmian pnących

Róże pnące, róże czepne – grupa odmian uprawnych róż. Są to róże pnące się ku górze, osiągające więcej niż 1,5 m wysokości. Ponieważ nie posiadają typowych organów czepnych (korzeni czepnych lub wąsów czepnych), opierają się za pomocą kolców na podporach, a w uprawie są zwykle do nich w różny sposób przymocowywane. Z tego powodu zaliczane są do pnączy pozornych (prymitywnych). Jako grupa odmian uprawnych wyróżniane zaczęły być na początku XX wieku, gdy z powodu wielkiej liczby powstających odmian, skali ich krzyżowania i utajania ich pochodzenia przez hodowców tradycyjny podział odmian oparty na kryterium pochodzenia przestał być możliwy do utrzymania. Dzielone są na klimbery o sztywnych, grubych łodygach i dużych kwiatach, często powtarzające kwitnienie, i ramblery kwitnące zwykle raz, o łodygach cienkich, kwiatach mniejszych, ale licznych.

## Pochodzenie
Starsze odmiany pochodziły zwykle od naturalnie pnących gatunków – róży Wichury Rosa wichuraiana i róży wielokwiatowej Rosa multiflora. Pojawienie się licznych nowoczesnych odmian klimberów poprzedziło uzyskanie w latach 30. XX wieku krzyżówki róży Wichury i róży pomarszczonej Rosa rugosa – odmiany 'New Dawn'. W latach 40. uzyskano płodnego mieszańca ww. gatunków – różę Kordesa (Rosa ×kordesii), która stała się rośliną macierzystą dla wielu kolejnych odmian. Liczne odmiany klimberów uzyskiwano z takich gatunków lub z ich udziałem jak: róża alpejska Rosa pendulina, róża wieczniezielona Rosa sempervirens, róża polna Rosa agrestis.
Z kolei odmiany ramblerów pochodziły pierwotnie od róży wielokwiatowej, ale uzyskiwano je także z udziałem róży wieczniezielonej i róży Wichury, a także róży szczeciniastej Rosa setigera, róży żółtej Rosa foetida, róży Lamberta Rosa ×lambertiana i róży Banksa Rosa banksiae.
Jako róże pnące bywają prowadzone także odmiany okrywowe, pnące sporty róż wielkokwiatowych, pnące odmiany róż miniaturowych oraz rozmaite odmiany pochodzące od róż burbońskich lub róż Noisette (ze szkółki Philipe Noisette’a) i in.

## Podział

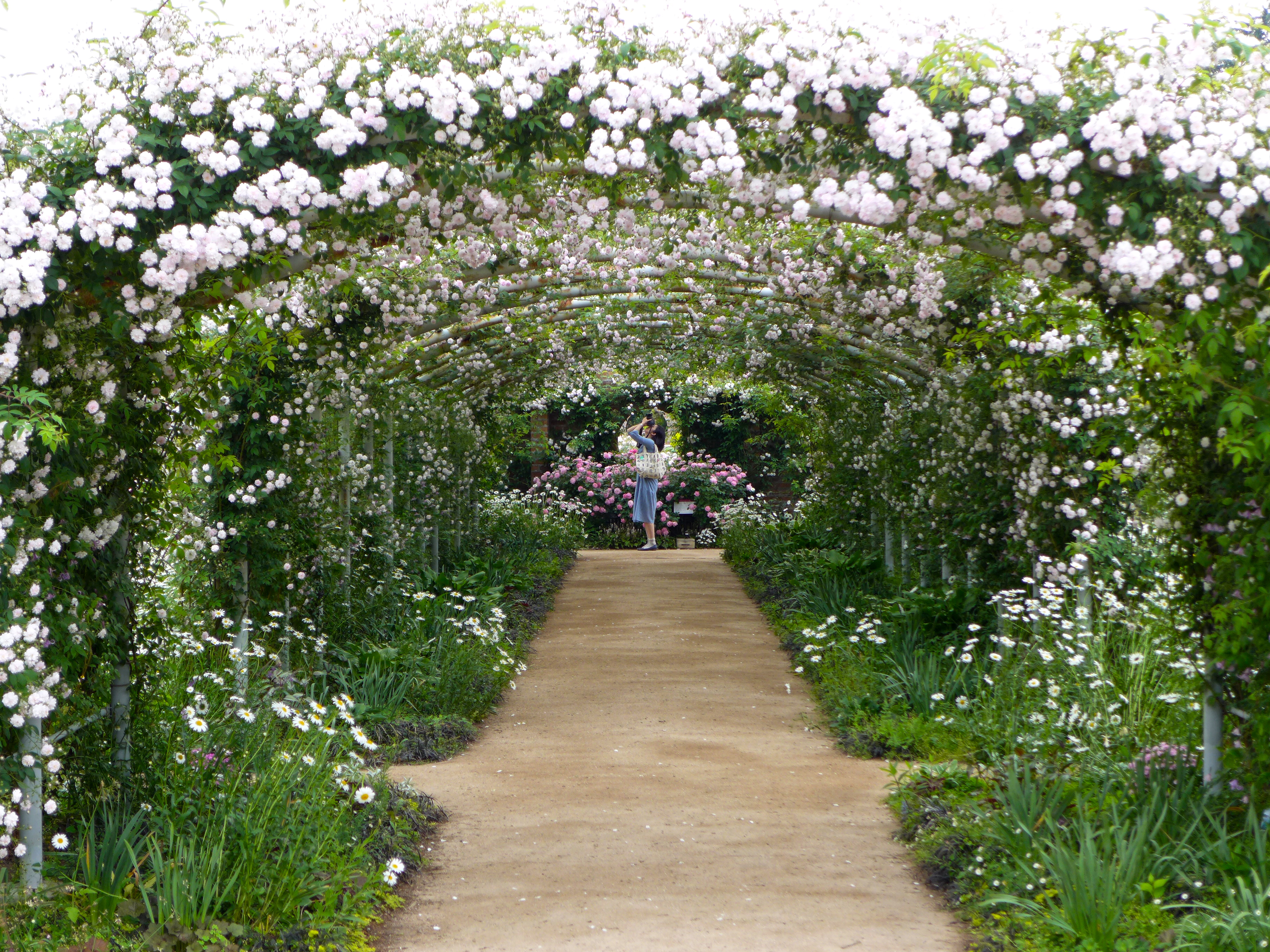
Róże pnące (odmiana 'Paul's Himalayan Musk Rambler') na łukach nad aleją ogrodową

Róże pnące dzielone są tradycyjnie na dwie podstawowe grupy:
- Klimbery – rośliny o sztywnych, wzniesionych pędach, wymagających podwiązywania do podpór i osiągające zwykle do 3, rzadziej do 5 m wysokości[6]. Odmiany różnią się m.in. siłą krzewienia i zagęszczeniem pędów oraz powtarzaniem kwitnienia[6]. Wyróżniane są wśród nich odmiany pnące wielkokwiatowe – o klasycznej formie kwiatu różanego[1].
- Ramblery – rośliny pnące o długich i elastycznych pędach, osiągających do 5, rzadko do 8 m wysokości[1] (wyjątkowo do 15 m[2]), kwitnące latem[1]. Mają zwykle kwiaty mniejsze niż klimbery, ale za to zebrane w obfite kwiatostany[6], utrzymujące się przez okres do ok. 6 tygodni[4]. Zwykle kwitną raz, rzadziej powtarzają kwitnienie, ale odmiany takie zwykle słabiej rosną[6].

W przypadku nowych odmian o cechach mieszanych klasyfikacja do poszczególnych grup bywa trudna. Część odmian o długich, silnie wzniesionych pędach może być też uprawiana jako okazałe krzewy, mogą być uznawane za róże parkowe.

## Zastosowanie i uprawa

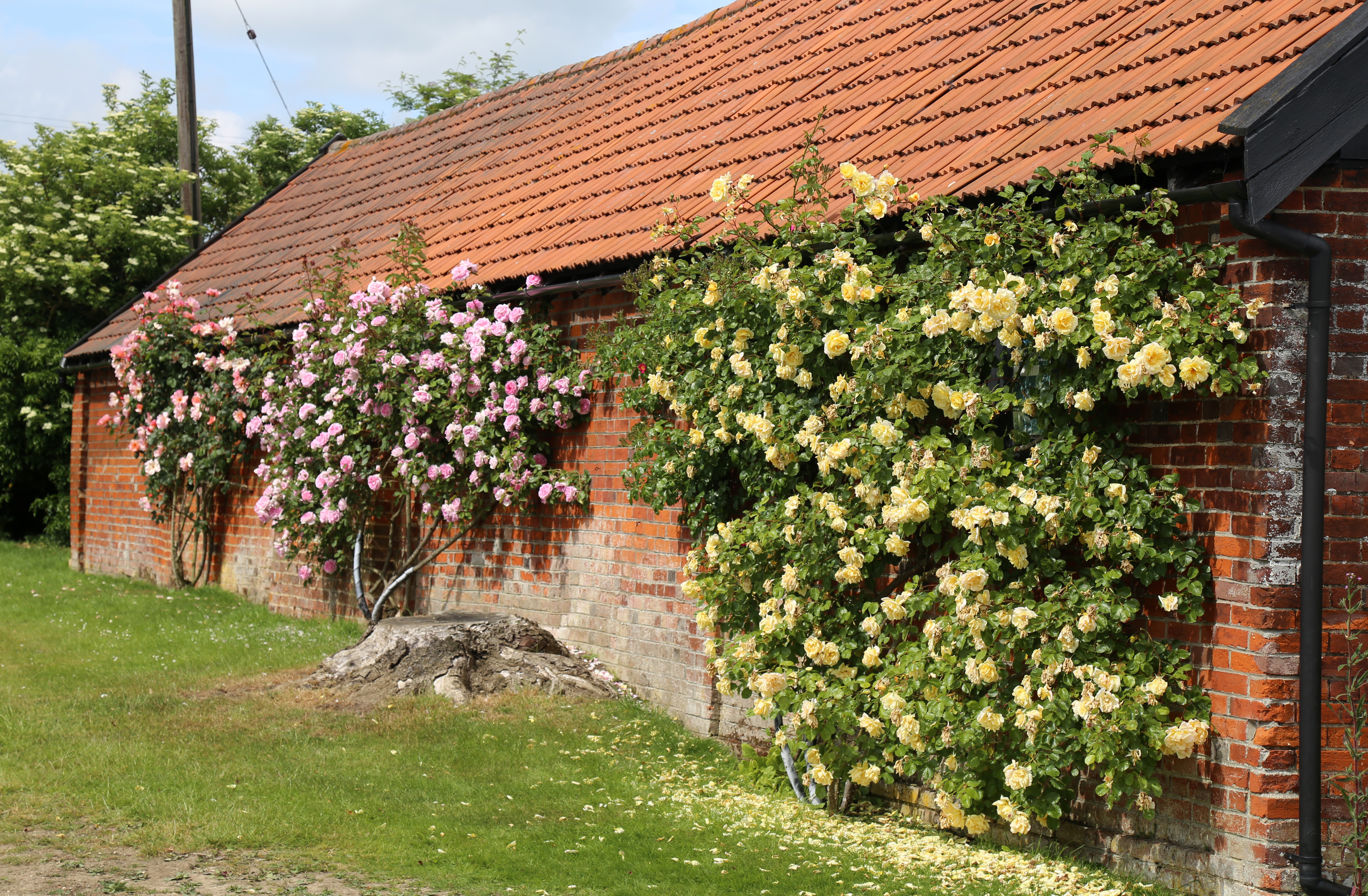
Róże pnące przy ścianie budynku

Róże pnące stosowane są do rozpinania na rozmaitych podporach oraz okrywania ścian i pergoli. W zależności od odmiany różnią się wymaganiami uprawowymi. Wiele z nich jednak dobrze rośnie w półcieniu, nie osłabiając w takich warunkach kwitnienia. 
Klimbery rekomendowane są do okrywania ścian, niskich altan i obelisków. Pokrycie różą pnącą ściany lub ogrodzenia ograniczających ogród pozwala go optycznie powiększyć. Najlepiej róże rosną przy ścianach o ekspozycjach południowo-zachodniej i południowo-wschodniej, z podporami umożliwiającymi zachowanie przestrzeni między pędami a murem. Nie należy sadzić róż o ciemnoczerwonych kwiatach przy białych ścianach. Problematyczny przy nasadzeniach przyściennych bywa okap ograniczający dostęp róż do wody deszczowej. Z reguły też nie należy sadzić róż przy silnie nasłonecznionych ścianach eksponowanych od południa. 
Ramblery zalecane są do obsadzana pergoli i łuków różanych. Nadają się także do nasadzeń soliterowych, w tym porastając stare i okazałe drzewa. Odpowiednie podpory dla róż stanowią drzewa owocowe o luźnych koronach (śliwy, jabłonie i grusze), zupełnie nie nadają się drzewa o płytkich systemach korzeniowych i gęstych koronach (np. brzozy i topole). W każdym wypadku róża pnąca puszczona po drzewie powinna być posadzona nie bliżej niż ok. 0,6 m od pnia. 
Podkreśla się rolę róż pnących w kształtowaniu trzeciego wymiaru w ogrodzie, w tym dowolnego aranżowania podpór i tworzenia przesłon. Istotną rolę ogrywają róże pnące w formalnych ogrodach różanych porastając łuki nad alejkami, pergole i rozmaite podpory. Podpory dla róż pnących powinny mieć co najmniej 2,5 m wysokości i ok. 3 m szerokości. Róże pnące stosowane bywają w nasadzeniach mieszanych z innymi pnączami ozdobnymi, zwłaszcza powojnikami, a w szczególności z odmianami powojnika włoskiego Clematis viticella. Formowanie róż pnących odbywa się poprzez odpowiedni dobór podpór, ale też mocowanie (prowadzenie) pędów oraz ich cięcie, wykonywane wczesną wiosną.

## Przykłady róż pnących
Zestawienie najbardziej odpornych odmian róż pnących w warunkach Europy Środkowej (posiadających certyfikat ADR):
| Rok przyznania certyfikatu ADR | Nazwa odmiany     | Hodowca                    | Grupa            | Zdjęcie |
| ------------------------------ | ----------------- | -------------------------- | ---------------- | ------- |
| 1991                           | Super Excelsa     | Hetzel                     | pnąca            |         |
| 1997                           | Manita            | Kordes                     | pnąca            |         |
| 1999                           | Rotfassade        | Noack                      | pnąca            |         |
| 2002                           | Kir Royal         | Meilland/BKN               | pnąca            |         |
| 2006                           | Golden Gate       | Kordes                     | pnąca            |         |
| 2007                           | Laguna            | Kordes                     | pnąca            |         |
| 2007                           | Jasmina           | Kordes                     | pnąca            |         |
| 2008                           | New Look          | Noack                      | krzaczasta/pnąca |         |
| 2010                           | Hella             | Kordes                     | pnąca            |         |
| 2010                           | Bajazzo           | Kordes                     | pnąca            |         |
| 2012                           | Camelot           | Tantau                     | pnąca            |         |
| 2012                           | Guirlande d'Amour | Lens/Clausen               | pnąca            |         |
| 2013                           | Perennial Blue    | Tantau/Mehring             | pnąca/rambler    |         |
| 2013                           | Libertas          | Tantau                     | pnąca            |         |
| 2013                           | Sabrina           | BKN/Meilland               | pnąca            |         |
| 2014                           | Heidetraum PLUS   | Noack                      | pnąca            |         |
| 2016                           | Sommergold        | Noack                      | pnąca            |         |
| 2016                           | Florentina        | Kordes                     | pnąca            |         |
| 2019                           | Peach Melba       | Kordes                     | pnąca            |         |
| 2019                           | Moscalbo          | Davide Dalla Libera/Dräger | pnąca            |         |
| 2019                           | Divina            | Tantau                     | pnąca            |         |

Róże pnące o mniejszych wymaganiach świetlnych, dobrze rosnące w półcieniu, w tym zalecane do puszczenia po pniu drzew:
| Nazwa odmiany                 | Hodowca       | Data | Zdjęcie |
| ----------------------------- | ------------- | ---- | ------- |
| Apple Blossom                 | Burbank       | 1932 |         |
| Bobbie James                  |               | 1961 |         |
| Ghislaine de Feligonde        | Eugène Turbat | 1916 |         |
| Guirlande d'Amour             |               |      |         |
| Heidekőnegin                  |               |      |         |
| Lykkefund                     |               |      |         |
| New Dawn                      |               | 1930 |         |
| Paul's Himalayan Musk Rambler |               |      |         |
| Veilchenblau                  |               | 1909 |         |
| Rosa pendulina 'Morletii'     |               |      |         |